# Katie Fforde: Ein Haus am Meer
Ein Haus am Meer ist ein Drama des Regisseurs Helmut Metzger aus dem Jahr 2020. Die Hauptrollen werden verkörpert von Ulrike Folkerts als gekündigte Angestellte Anne Clark und Götz Schubert als ihr ehemaliger Geliebter Joe Coleman.

## Handlung
Anne wird wegen ihres Alters von 60 Jahren in ihrer Anwaltskanzlei verabschiedet. Bei dem Versuch, sich ein eigenes neues Leben aufzubauen, trifft sie Joe wieder. Ihr einstiger Geliebter ist jetzt mit ihrer Tochter liiert. Diese Tatsache verursacht zunächst einige Verwirrungen, da Joe sich offenbar nicht an Anne erinnern kann.
Im Laufe des Films gelingt es Anne, die Verhältnisse aufzuklären, und am Ende werden Anne und Joe wieder ein Paar.

## Vorlage
Der Film basiert auf einer Vorlage der britischen Schriftstellerin Katie Fforde.

## Veröffentlichung
Ein Haus am Meer wurde am 23. Februar 2020 im ZDF ausgestrahlt.

## Rezeption

### Kritik
Filmkritiker Tilmann P. Gangloff schrieb in kino.de über die „sympathische romantische Komödie“, dass in diesem „Katie Fforde“ ein „Pilcher“ steckt: eine „typische Cornwall-Geschichte, die zufällig an der Küste Neuenglands spielt; gefällige Musik, entsprechend schöne Bilder von Wasser und Himmel und Cabrio inklusive“. „Letztlich funktioniert die Geschichte nach dem Muster […]‚Hilfe, ich liebe den Freund meiner Tochter!‘, aber ‚Katie Fforde‘-Autor Jörg Tensing zeigt, dass sich aus dem Story-Stereotyp dank witziger Dialoge und hübscher Handlungswendungen Einiges rausholen lässt.“

### Einschaltquote
Die Erstausstrahlung im ZDF verfolgten insgesamt 5,49 Millionen Menschen, was einem Marktanteil von 15,8 % beim Gesamtpublikum entsprach. Bei den Jüngeren zwischen 14 und 49 Jahren waren es 7,0 % Marktanteil.